# Rally de Europa Central
El Rally de Europa Central, oficialmente Central European Rally es un evento de rally programado para debutar en 2023 como parte del Campeonato Mundial de Rally, coorganizado por Alemania, Austria y la República Checa. El rally tendría su base en el sureste de Alemania, en la ciudad de Passau en Baviera, y está programada para correrse íntegramente sobre asfalto.
Después de que el Rally de Alemania tuviera que cancelarse en 2020 y 2021 debido al COVID-19, los patrocinadores se fueron. Después de una larga e infructuosa búsqueda de patrocinadores, ADAC decidió mantener conversaciones de socios con los países vecinos de Francia y Bélgica. Estas conversaciones no tuvieron éxito. Luego se encontraron socios para el evento en Austria y la República Checa, donde se llevará a cabo una carrera del Campeonato Mundial de Rally por primera vez. Se llegó a un acuerdo inicial con la FIA y el promotor del WRC para los años 2023 a 2025.

## Palmarés
| Año  | Edición                   | Piloto           | Copiloto         | Vehículo             | Serie |
| ---- | ------------------------- | ---------------- | ---------------- | -------------------- | ----- |
| 2023 | 1. Central European Rally | Thierry Neuville | Martijn Wydaeghe | Hyundai i20 N Rally1 | WRC   |
| 2024 | 2. Central European Rally | Ott Tänak        | Martin Järveoja  | Hyundai i20 N Rally1 | WRC   |